# Бурк, Орвилл
Орвилл Бурк (англ. Orville Burke; род. 18 марта 1963 года, США) — профессиональный американский культурист. Орвилл Бурк  победитель турнира Ночь чемпионов 2001 года, Торонто/Монреаль Про 2001 г., Нашионалс 1989 года, трижды участвовал в конкурсе Мистер Олимпия заняв 6, 9 и 10 места. Один из самых гармонично сложенных атлетов в истории бодибилдинга.

## История выступлений
Соревнование	Место
- Мистер Олимпия 2002	9
- Мистер Олимпия 2001	6
- Ночь чемпионов 2001	1
- Торонто/Монреаль Про 2001	1
- Мистер Олимпия 2000	10
- Гран При Англия 2000	6
- Чемпионат мира Про 2000	3
- Ночь чемпионов 2000	4
- Торонто/Монреаль Про 2000	3
- Ночь чемпионов 1999	10
- Нашионалс 1998	1 в категории Супертяжёлый вес
- Чемпионат США 1998	3 в категории Супертяжёлый вес
- Нашионалс 1997	2 в категории Тяжёлый вес
- Нашионалс 1996	3 в категории Тяжёлый вес